# Epinephelus morrhua
Epinephelus morrhua är en fiskart som först beskrevs av Valenciennes, 1833.  Epinephelus morrhua ingår i släktet Epinephelus och familjen havsabborrfiskar. IUCN kategoriserar arten globalt som livskraftig. Inga underarter finns listade i Catalogue of Life.